# Den första panafrikanska konferensen
Den första panafrikanska konferensen hölls i London, England, 23 till 25 juli 1900.
Konferensen, främst organiserad av den trinidadiske advokaten Henry Sylvester Williams, ägde rum i Westminster Town Hall (numera Caxton Hall). Deltagare och observatörer kom från Afrika, Västindien, USA och Storbritannien. Däribland: Samuel Coleridge-Taylor (den yngsta delegaten), John Alcindor, Benito Sylvain, Dadabhai Naoroji, John Archer, Henry Francis Downing, Anna H. Jones, Anna Julia Cooper.
Du Bois spelade en ledande roll och skrev ett brev till europeiska ledare där han vädjade till dem att kämpa mot rasism, att ge kolonier i Afrika och Västindien rätt till självstyre och där han krävde politiska och andra rättigheter för afroamerikaner.